# Ievgueni Lipéiev
Ievgueni Lipéiev   (Krasnodar, 28 de febrer de 1958) és un pentatleta rus, ja retirat, que va competir sota bandera de la Unió Soviètic durant la dècada de 1980.
El 1980 va prendre part en els Jocs Olímpics d'Estiu de Moscou, on disputà dues proves del programa de pentatló modern. Junt a Anatoli Starostin i Pàvel Ledniov guanyà la medalla d'or en la competició per equips, mentre en la competició individual fou catorzè.
En el seu palmarès també destaca una medalla d'or en el Campionat del Món de pentatló modern de 1982, així com els campionats nacionals de 1980 i 1982 i la Copa de l'URSS de 1982.